# PGE Polska Grupa Energetyczna
PGE Polska Grupa Energetyczna (PGE SA o PGE Group, el nombre puede ser traducido como Grupo Polaco de Energía) es una compañía eléctrica estatal y el mayor productor de electricidad en Polonia. PGE está listada en la bolsa de Varsovia y es un componente del índice WIG 20.

## Historia
El Grupo PGE tiene su origen en el establecimiento de la Polskie Sieci Elektroenergetyczne S.A. en 1990. En 2007 el operador del sistema de transporte eléctrico PSE-Operator fue segregado de la compañía PSE. El 9 de mayo de 2007 fue fundado Polska Grupa Energetyczna con la fusión de PSE, PGE Energia SA y BOT Górnictwo i Energetyka S.A.
El 6 de noviembre de 2009 la empresa fue listada en la bolsa de Varsovia. El 19 de marzo de 2010 fue incluida en el índice WIG 20.

## Operaciones
El Grupo PGE opera dos importantes minas de lignito y más de 40 centrales eléctricas, incluida la Central Eléctrica de Bełchatów. Las centrales eléctricas funcionan principalmente con carbón del tipo antracita y lignito. La compañía se divide en ocho operadores del sistema de distribución eléctrica, ocho compañías de venta minorista de electricidad, una compañía de venta mayorista de electricidad y empresas operadoras en otras industrias (incluyendo las telecomunicaciones).

## Energía nuclear
El 15 de enero de 2009, la compañía anunció un plan para la construcción de dos centrales nucleares productoras de electricidad en Polonia. También participa en el proyecto de la Planta Nuclear de Visaginas en Lituania.

## Patrocinio
La empresa compró los derechos de nombre del PGE Arena Gdańsk, un estadio de fútbol en Gdańsk, Polonia, por 35 millones de złoty (unos 8,5 millones de euros) por un periodo de cinco años. La Copa del Mundo de Speedway de 2010 es nombrada según PGE.